# Miguel Benincasa
Miguel Benincasa (né en 1889 en Uruguay et mort à une date inconnue) est un footballeur international uruguayen, qui évoluait au poste de défenseur.

## Biographie

### Carrière en club
Avec l'équipe de River Plate, il remporte deux championnats d'Uruguay.

### Carrière en sélection
Avec l'équipe d'Uruguay, il joue 4 matchs (pour aucun but inscrit) entre 1916 et 1917.
Il figure dans le groupe des sélectionnés lors des championnats sud-américains de 1916 et de 1917. La sélection uruguayenne remporte ces deux compétitions.

## Palmarès
| River Plate - Championnat d'Uruguay (2) : - Champion : 1908 et 1910. |  | Uruguay - Championnat sud-américain (2) : - Vainqueur : 1916 et 1917. |